# 신명순성왕후
신명순성왕후 유씨(神明順成王后 劉氏, 생몰년 미상)은 유긍달(劉兢達)과 본처(本妻)의 딸이자 태조의 제3후비이며 본관은 충주(忠州)이고 정종과 광종의 모후이다. 태조의 후비들 중에서 가장 많은 자식을 낳았다.

## 생애
고려 태조의 제3비
성은 유(劉)씨 이름은 전해지지 않는다. 본관은 충주 후삼국시대의 충주 호족 유긍달(劉兢達)의 딸이며 왕건의 호족 혼인동맹 정책에 의해 정략결혼했다. 만약 신명순성왕후가 900년생이라면 왕건과의 혼인 시기는 왕건의 태조 즉위 이후가 가장 유력하며 물론 즉위 이전에 혼인했을 가능성도 있다.
신명왕후(神明王后)로도 알려져 있으며 광종때 신명순성왕태후(神明順成王太后)로 추존되었다. 왕후로서의 시호는 고려사에 기록되어 있지 않으며 시호의 왕태후에서 왕후로 바꿔 불렀을 가능성이 크다. 고려사에서는 간혹 신명왕태후로 기록된 경우 고려사 열전 종실 편도 있다. 시호가 추가되었을 가능성이 있지만  이에 대한 기록은 없고 대부분의 역사서에서 신명순성왕태후라 기록되어 있기에 처음 받은 시호가 신명왕태후였는지는 확인할 사료가 부족하다. 이 때문인지 2000년 이후로는 신명왕후보다 신명순성왕후로 표기하는 경우가 늘고 있다. 고려사 세가 정종 편과 고려사 열전 신명순성왕태후 편에 순성(順成)과 발음이 같은 순성(順聖)으로 표기된 기록도 있다. 고려사는 조선시대에 쓰여졌으며 사료가 부족해 인명의 오류와 누락이 상당히 많다.

## 두 군주의 어머니
슬하에 왕자 5명과 공주 2명을 두었는데 왕건의 29명의 부인 중 정덕왕후(4남 3녀를 낳음)와 더불어 가장 많은 자식을 본 왕후이다. 왕건에게 총애를 받는 부인이었던 듯하며 충주 유씨 가문으로 같은 호족 출신인 혜종의 가문에 비해 가문의 위세가 훨씬 강했다. 충주 유씨 가문은 다른 가문과의 혼인 결합을 통해 가문의 세력을 키워나갔다.
장남인 태자 왕태 (919~944 이전 추정)는 별 기록이 없어 요절한 것으로 보인다. 왕건의 제12비 흥복원부인(興福院夫人)의 딸과 혼인했다. 후사가 없어 적어도 15세 이후에 사망했을 것으로 보인다.
차남 왕요는 고려 제3대 왕 정종이며 3남 왕소는 고려 제4대 왕 광종으로서 국가의 기반을 확립한 왕이다.
고려 제2대왕 혜종의 재위 기간이 채 3년도 안된 탓에 태조에 이어 국가를 정비할 역할이 그녀의 소생들에게 넘어갔고 실제로 두 아들 모두 국가 쇄신에 진력했다는 공통점이 있다. 정종은 요절해 뜻을 다 이루지 못했지만 광종은 초기 고려의 체제를 확립한 명군으로 평가받는다는 차이뿐이다.
4남 왕정은 경종의 장인이 되어 사후 문원대왕으로 추존되었다. 태조 왕건의 제6비 정덕왕후의 장녀 문혜왕후와 혼인했다.
5남은 출가해 승려가 되어 증통국사(證通國師)로 불렸다.
장녀 낙랑공주는 신라 마지막 왕 경순왕에게 시집갔다. 낙랑공주가 경순왕에게 시집갔던 시기가 935~936년으로 추정되어 낙랑공주가 왕요나 왕소보다 나이가 많았을 것으로 보인다. 다만 요절한 왕태보다 나이가 많았는지는 정확히 알 수 없다.
차녀 흥방궁주는 태조 왕건의 제6비 정덕왕후 류씨의 삼남이자 이복오빠인 원장태자(元莊太子)와 혼인하였다.

## 가계
- 아버지 : 유긍달(劉兢達)
- 어머니 : 미상
  - 남편 : 태조(太祖, 877~943, 재위:918~943)
    - 아들 : 왕태(王泰, 생몰년 미상)
    - 아들 : 정종(定宗, 923~949, 재위:945~949)
    - 아들 : 광종(光宗, 925~975, 재위:949~975)
    - 아들 : 문원대왕(文元大王)
    - 아들 : 증통국사(證通國師)
    - 딸 : 낙랑공주(樂浪公主) - 경순왕(敬順王) 아내
    - 딸 : 흥방궁주(興芳宮主) - 원장태자(元莊太子) 아내

## 대중 문화속에 나타나는 신명순성왕후

### TV 드라마
- 《태조 왕건》(KBS, 2000년~2002년, 배우:전미선)
- 《제국의 아침》(KBS, 2002년~2003년, 배우:정영숙,전미선)
- 《빛나거나 미치거나》(MBC TV, 2015년~2015년, 배우:지수원)
- 《달의 연인 - 보보경심 려》(SBS, 2016년~2016년, 배우:박지영)